# Субарнапур (округ)
Субарнапу́р (ория ସୋନପୁର ଜିଲା; англ. Subarnapur), также — Сонепу́р, Сонапу́р — округ в индийском штате Орисса. Административный центр — город Субарнапур. Площадь округа — 2285 км². По данным всеиндийской переписи 2001 года население округа составляло 541 835 человек. Уровень грамотности взрослого населения составлял 62,8 %, что значительно выше среднеиндийского уровня (59,5 %). Доля городского населения составляла 7,4 %.